# Cielo Rusinque
Cielo Elainne Rusinque Urrego (Bogotá, 9 de abril de 1978) es una abogada, docente y activista política colombiana. Ha ocupado los cargos de directora del Departamento para la Prosperidad Social, y Superintendente de Industria y Comercio en el gobierno de Gustavo Petro. Entre marzo y junio de 2025 también ejerció, en calidad de encargada, como  ministra de Comercio Industria y Turismo.

## Primeros años
Cielo Rusinque nació en la ciudad de Bogotá, aunque ha vivido buena parte de su vida en el municipio de Fusagasugá a donde llegaron sus abuelos y sus padres huyendo de la violencia política desatada a raíz del asesinato de Jorge Eliecer Gaitán. Fue criada por su madre que era cabeza de hogar, con su padre mantuvo una relación intermitente y distante.

Estudio sus primeros años en el colegio La Presentación del mismo municipio.
Estudió derecho en la Universidad Externado de Colombia. Durante sus años de estudio se vinculó a la Fiscalía General de la Nación como asistente judicial y secretaria judicial. Más tarde se desempeñó como docente y abogada en diferentes instituciones incluyendo la alcaldía de Fusagasugá.
Estudió un Diploma universitario de profundización en estudios políticos en la Univerisdad de París, posteriormente cursó un Máster 2 (maestría) en la Universidad Panthéon-Assas (París II) y fue admitida por dicha institución para cursar un doctorado. Por esta época contrajo matrimonio con Stephane, un ciudadano francés con el que tuvo un hijo llamado Paul Emile.

## Activismo político
Rusinque residía en París donde cursaba un doctorado en derecho constitucional. Durante la campaña presidencial de 2018 se había mostrado partidaria de la candidatura presidencial de Humberto de la Calle. Sin embargo en la segunda vuelta respaldó la candidatura de Gustavo Petro que se enfrentó al conservador Iván Duque, a su vez que criticó la posición de De la Calle y Sergio Fajardo de promover el voto en blanco.
Tras el trinunfo de Duque, Rusinque ganó notoriedad gracias a un video que circuló ampliamente en las redes sociales de un encuentro en la sede de la Unesco en París que sostuvo con el entonces presidente Iván Duque quien estaba acompañado de la entonces embajadora Viviane Morales. Rusinque increpó a Duque por no dialogar con los estudiantes de la universidades públicas y por la reforma tributaria que su gobierno quería implementar y por la cual habría un aumento del IVA a los productos de la canasta familiar, y que más tarde se convirtió en el detonante del «estallido social» con las protestas de 2021.
En 2021 Rusinque se vinculó a la campaña presidencial de Gustavo Petro para las elecciones presidenciales de 2022. Para esta época Rusinque fue criticada por activistas feministas debido a la defensa que como abogada emprendió de personas acusadas por acoso sexual como lo fueron el periodista Hollman Morris y el profesor Fabián Sanabria.

## Gobierno Petro

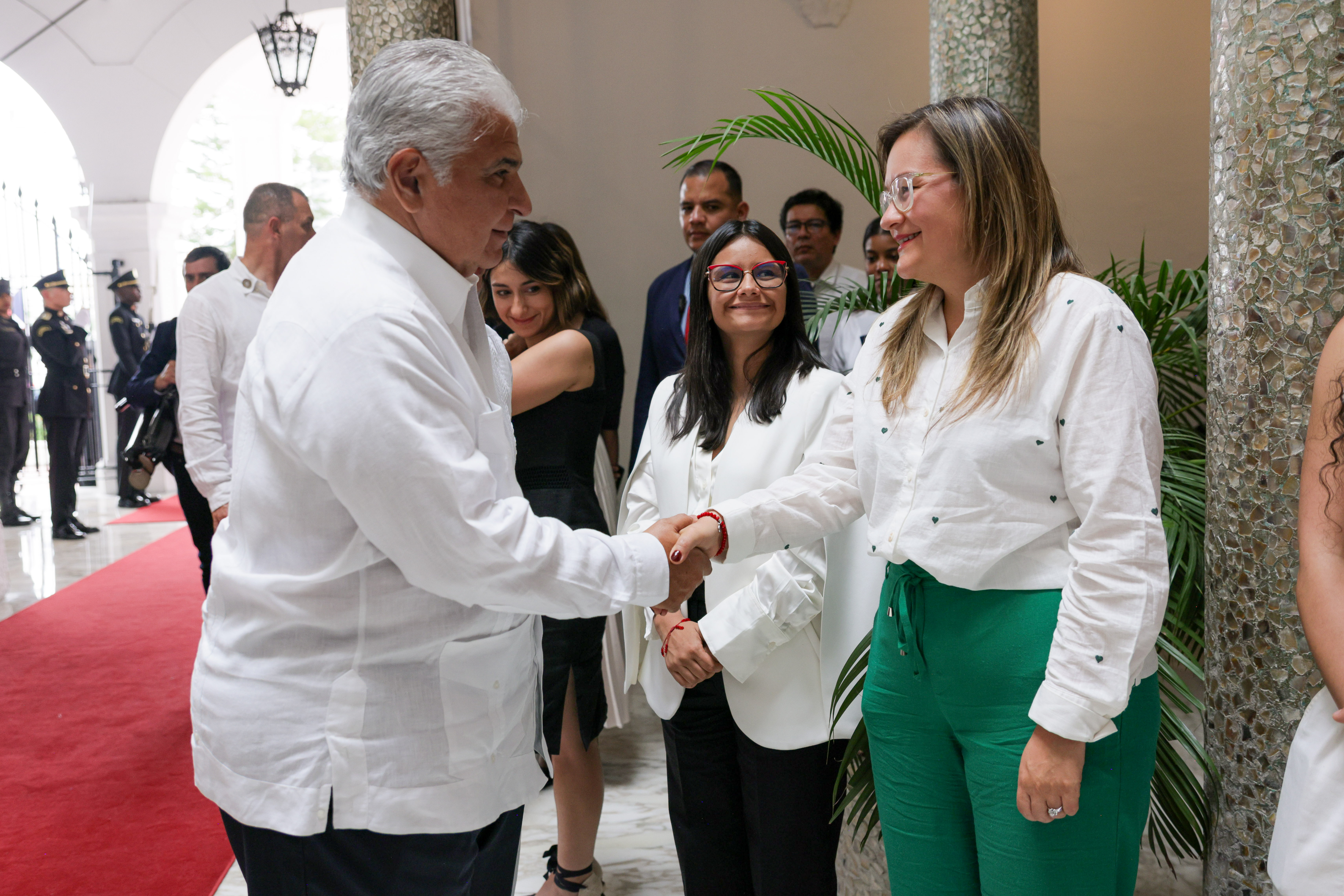
Rusinque como ministra encargada, saludando al presidente Panamá José Raúl Mulino

En 2022 Rusinque fue nombrada directora del Departamento para la Prosperidad Social hasta la llegada de Laura Sarabia en agosto de 2023. Tras su salida se rumoró que sería la Jefe de Despacho de la presidencia, información que fue corroborada por la misma Rusinque, sin embargo dicho nombramiento no se materializó.
En octubre de 2023 Cielo Rusinque fue ternada por el presidente Petro junto a Gerardo Vega y Vladimir Fernández para ingresar a la Corte Constitucional. El congreso eligió a Fernández.
En 2024, el gobierno anunció que Rusinque sería la nueva Superintendente de Industria y Comercio. Tomó juramento de su cargo el 2 de febrero de 2024.
Entre marzo y junio de 2025 fue encargada como ministra de Comercio Industria y Turismo en reemplazo de Luis Carlos Reyes, mientras se decidía el nuevo titular del cargo.